# Bernhard Schrøder
Bernhard Schrøder (11. oktober 1832 i København – 21. marts 1888 sammesteds) var en dansk dekorationsmaler, bror til Johan Schrøder.

## Uddannelse
Bernhard Schrøder var søn af bagermester Johann Georg Schrøder og Henriette Kirstine Bernstein. Han gik på Kunstakademiet 1845-51 og stod i malerlære 1847-52 (hos J.Q. Harboe), blev malersvend 1852 og afleverede mesterstykke som dekorationsmaler 1858. Schrøder afbrød uddannelsen på Akademiet og rejste til udlandet, hvor han 1852-57 arbejdede i Tyskland og Østrig som dekorationsmaler i fem år. Efter hjemkomsten arbejdede han bl.a. ved udsmykningen af forlystelsesetablissementet Alhambra i et halvt år, før han den 11. marts 1858 nedsatte sig som malermester. 

## Karriere
I løbet af 1870'erne og 1880'erne blev Schrøders virksomhed et af hovedstadens mest fremgangsrige udsmyknings- og maleretablissementer, bl.a. på grund af storproduktion af imiteret gyldenlæder til genopførelsen af Frederiksborg Slot. Hans forretning blev i 1886 overtaget af Nielsen og Hansen (etableret 1879) og videreført under navnet Bernhard Schrøder, Nielsen & Hansen og senere som Robert Rasmussen.
I løbet af 1890'erne blev firmaet det største udsmykningsfirma i hovedstaden, og ud over fastansatte svende, ansatte man velrenommerede kunst- og dekorationsmalere til at udføre rumudsmykninger til enkelte opgaver. Ved store opgaver som f.eks. Frederiksborgs og Christiansborg Slots opførelse samarbejdede man med flere af byens store dekorationsmalerfirmaer om arbejdet. 
Schrøder var mand for fri stilkopiering i historicistisk smag, og dekorationerne blev udført med sans for malerisk effekt, komposition og figurtegning. En stor del af succesen skyldtes især samarbejdet med broderen, arkitekten Johan Schrøder og arkitekterne Vilhelm Dahlerup og Ferdinand Meldahl samt maleren C.N. Overgaard, som var kunstnerisk konsulent for virksomheden. 

## Ægteskaber
Schrøder blev gift 1. gang 25. januar 1861 i København med Hansine Henriette Olsen (6. marts 1837 smst. - 5. marts 1862 smst.), datter af brændevinsbrænder Christian Ludvig Olsen og Karen Marie Haarløv. 2. gang blev han gift 1. december 1864 i København med Emilie Augusta Olsen (17. december 1842 smst. - 3. maj 1911 i Hellerup), datter af brændevinsbrænder Jørgen Eberhardt Emil Olsen og Birthe Kirstine Bentzen. 
Han er begravet på Assistens Kirkegård.

## Værker
- Alhambra, Frederiksberg (ca. 1857, nedrevet 1870)
- Natten (1858, mesterstykke, grisaillemaleri efter Bertel Thorvaldsen)

Interiørdekorationer:
- Gyldenlæderimitationer og loftsdekorationer, Frederiksborg Slot (1870-83)
- Det Kongelige Teater (1883, sammen med Vilhelm Dahlerup, Nilaus Fristrup og Constantin Hansen m.fl.)
- Gyldenlæderimitationer, væg- og loftsdekorationer på herregården Borreby (1883-84, delvis overmalet)
- Løjbænk (1883, udført for C.B. Hansens Etablissement)
- Loftsdekorationer og imiterede gobeliner i Dronningeværelset på Nordisk Kunstudstilling, København 1888
- Sankt Jakobs Kirke, København (1878, ikke bevaret)
- Gyldenlæderimitationer, møbler og rumudsmykninger til kirker, ejendomme, slotte og adskillige herregårde; bl.a. Hvedholm og Voergård